# Boks na Igrzyskach Ameryki Środkowej i Karaibów 1986
Boks na Igrzyskach Ameryki Środkowej i Karaibów 1986 – 15. edycja igrzysk Ameryki Środkowej i Karaibów, na których jedną z dyscyplin był boks. Zawody bokserskie trwały od 24 czerwca do 5 lipca 1986 r., mając miejsce w dominikańskim mieście Santiago de los Caballeros. Zawodnicy rywalizowali w dwunastu kategoriach wagowych.

## Medaliści
| Kategoria wagowa               | Złoto               | Srebro            | Brąz                             |
| Waga papierowa (-48 kg)        | Jesús Herrera       | Rogelio Marcelo   | Marcelino Bolivar Julio Coronell |
| Waga musza (-51 kg)            | Pedro Reyes         | Laureano Ramírez  | Eduardo López José María Rosales |
| Waga kogucia (-54 kg)          | Ricardo Echeverría  | Alberto Morillo   | Ángel Vargas Ramón Guzmán        |
| Waga piórkowa (-57 kg)         | Julio González      | José Ramos        | Wilson Palacios Omar Catarí      |
| Waga lekka (-60 kg)            | Idel Torriente      | Donald Allison    | Fernando Maldonado José Pérez    |
| Waga lekkopółśrednia (-63,5kg) | Eduardo Correa      | Pedro Saiz        | Mark Kennedy Limpio or Morales   |
| Waga półśrednia (-67 kg)       | José Luis Hernández | Joseph Anthony    | Freddy Morel Justo Aguirre       |
| Waga junior średnia (-71 kg)   | Ángel Espinosa      | Melquis Manon     | Mark Smykle Nelson Adams         |
| Waga średnia (-75 kg)          | Julio Quintana      | Francisco Rosario | Marvin Smith Carlos Herrera      |
| Waga półciężka (-81 kg)        | Orlando Despaigne   | Raimundo Yant     | Edy Ruíz Wilfred Moses           |
| Waga ciężka (-91 kg)           | Félix Savón         | Rodolfo Marin     | José Acosta Virgilio Frias       |
| Waga super ciężka (+91 kg)     | Jorge Luis González | Francisco García  | Nelson Rosas                     |